# جون هاينز
جون هاينز (بالإنجليزية: Henry John Heinz) (23 أكتوبر 1938 - 4 أبريل 1991) سيناتور أمريكي من أصل ألماني (3 يناير 1977) - (4 أبريل 1991) وعضو سابق في مجاس النواب (3 نوفمبر 1971) - (3 يناير 1977)

## النشأة
ولد هاينز في بيتسبرغ، بنسلفانيا في 23 أكتوبر 1939، حصل على ماجستير في إدارة الأعمال من كلية هارفارد للأعمال في عام 1963 ودكتوراه في القانون. في عام 1963، جند هاينز في القوة الجوية للولايات المتحدة وخدم في الخدمة الفعلية من يونيو.-ديسمبر. من ذلك العام في قاعدة لاكلاند الجوية. ثم عمل مع الفريق 911 ناقلة جند، ومقرها مطار بيتسبرغ، بوصفها عضوا في الولايات المتحدة سلاح الجو الاحتياطي. في 1969 كانت رتبته رقيب أول.

## الأكاديمية والأنشطة التجارية
من 1970 حتي 1971 ، كان هاينز عضوا في هيئة التدريس في كلية الدراسات العليا في الإدارة الصناعية في جامعة كارنيجي ميلون. وشملت مسيرته في عالم الأعمال وظائف كمحلل في شعبة المراقب المالي، والعديد من المناصب في قسم التسويق للشركة هاينز هجرية. وقد التزمت العديد من الأكاديميين له في كوبا.

## مجلس الشيوخ
انتخب هاينز في مجلس الشيوخ في 1976، وساعد على قرار المحكمة العليا الأميركية، وباكلي ضد فاليو، أصدر منتصف الحملة، التي تبطل القيود القانونية لإنفاق الأموال واحد من الشخصية في حملة سياسية. قضى هاينز الملايين من الدولارات مهاجمة المرشح الديمقراطي ويليام الأخضر، وهو عضو الكونغرس سبعة الأجل من فيلادلفيا ورئيس بلدية هذه المدينة في المستقبل، بأنها «لينة» بشأن القضايا العسكرية لانه صوت ضد مختلف فواتير الاعتمادات وزير الدفاع في عهد حرب فيتنام.
اعيد انتخابه هاينز لمجلس الشيوخ في 1982 و1988.

## الوفاة
قتل هاينز وستة اشخاص آخرين على 4 أبريل 1991 عندما اصطدمت طائرة هليكوبتر من طراز بيل 412 طائرة مع عضو مجلس الشيوخ مدرسة ابتدائية في بلدة ماريون السفلى، ولاية بنسلفانيا. وقتل جميع الذين كانوا على متن الطائرتين وفتاتين الصف الأول اللعب خارج المدرسة. انه تم إرسال مروحية للتحقق من وجود مشكلة في جهاز الهبوط من الطائرة هاينز. بينما تتحرك في لالقاء نظرة فاحصة، ضربت ريش المروحية الدوار أسفل الطائرة، مما تسبب في خلل طائرة ليفقد السيطرة وتحطمت، وكان السيناتور هاينز دفن في ضريح العائلة في مقبرة هوموود هاينز في بيتسبرغ،